# Karl av Valois
Karl av Valois (franska: Charles de Valois), född 1270 och död 16 december 1325, var en fransk prins, greve av Valois, Anjou, Maine och titulärkonung av Aragonien.
Karl var son till Kung Filip III "den djärve" av Frankrike och Isabella av Aragonien. I sitt första gifte med Margareta av Sicilien, grevinna av Anjou, fick han sonen Filip VI av Frankrike, den första kungen av dynastin Valois.